# آفتابگیر سنبلی
آفتابگیر سنبلی (نام علمی: Augastes scutatus) گونه‌ای مرغ مگس در تیرهٔ مگس‌مرغان است. این گونه بومی برزیل است.